# Borobudur
Templul Borobudur, situat la 42 de km nord-vest (7° 36'29"S, 110° 12'14"E),de provincia Javaneză, Yogyakarta, Indonezia, este cel mai mare templu budist din lume. Este construit în formă de piramidă cu baza pătrată de 118 m lungime.
Borobudur a fost considerat un „kumagara” (structură acoperită) și acceptat a fi sălașul lui Buddha Sakyamuni pe când se afla în pântecele mamei sale. Ctitorii templului au vrut ca învățăturile lui Buddha să fie reprezentate vizual. În acelasi timp s-a dorit sugerarea prezenței puterii lui Sakyamuni prin intermediul structurii clădirii. Intenția ctitorilor templului Borobudur a fost exprimarea esenței cosmice și atotputernice a lui Buddha.
Numele de Borobudur provine din cuvintele în sanscrită „Vihara Buddha Uhr” și care înseamnă Mănăstirea budistă pe deal (înălțime).

## Istorie
Această piramidă colosală a fost construită de către conducătorii dinastiei Sailendra, între anii 750 și 850 d.Hr. Istoria templului este controversată, datele exacte fiind foarte puține, dar potrivit tradițiilor, primul arhitect a fost Gunadharma. Recent s-a stabilit că Borobudur nu este un palat regal, așa cum se credea la început,  ci un loc de venerație pentru budiști. Încheiată la 26 mai în anul 824, construcția a fost ridicata de Regele Samaratunga și fiica sa Pramodawarddhani. Borobudur reprezinta de fapt un altar în care sălășuia Buddha. Dovezile se bazează mai ales pe inscripțiile în piatră, găsite la reședința Kedu, pe o lespede cunoscută sub numele de Kayumwungan sau Karangtengah. Când a fost pentru prima dată tradusă în limba olandeză în anul 1950, de către profesorul Casparis, mai mulți experți și-au exprimat îndoiala cu privire la înțelesul acestei inscripții și nu au considerat-o o dovadă concludentă. Până în ziua de azi, marea majoritate a concluziilor s-au bazat pe seama reliefurilor sculptate pe pereții templului.
După calculele specialiștilor, forța de muncă pentru construirea templului a fost imensă pentru a putea ridica și transporta  cele două milioane de blocuri de piatră cu un volum de 60 de mii de metri cubi, greutatea totală fiind de aproximativ 3,5 milioane de tone.
După declinul budist și schimbările de guvernare în Java, Borobudur a fost abandonat, la puțin timp după construire, și secole la rând a fost uitat sub straturi de cenușă vulcanică, provenite de la Vulcanul Merapi. Legendele mai spun că regiunea unde se află templul a fost abandonată de către localnici de frica furiei vulcanului. De abia în 1814, pe când  Sir Thomas Stamford Raffles  guverna Java, templul a fost curățat, impunându-se din nou prin valoarea s-a monumentală.

## Restaurarea monumentului
Pe la începutul secolului al XX-lea, coloniile olandeze au început restaurarea templului dar apa a început să se infiltreze în sol punând în pericol de surpare monumentul. Din păcate, în 1896, guvernul coloniei Olandeze a luat o impresionantă cantitate de piatră aparținând monumentului: 30 de plăci cu reliefuri, 5 statui ale lui Buda, 2 lei din piatră, câteva pietre kala, scări și porți ale templului, făcându-le cadou regelui Siamului care vizita Indonezia.
O altă restaurare a început în 1973 în tipul președintelui Suharto și a durat 11 ani, valoarea estimată restaurărilor fiind de aproximativ 25 de milioane de dolari, costurile în mare parte fiind suportate de către UNESCO.

## Structura templului
Este construit în formă de piramidă, cu baza pătrată, lungimea bazei măsurând 118 m. Templul este construit în șase terase pătrate, așezate pe baza piramidei, iar peste acestea sunt alte trei terase circulare care duc spre vârf. Văzut de sus, Borobudur apare ca un gigant mandala. Picturile de pe templu sunt demult dispărute, dar se spune că piatra se vopsea cu alb sau galben auriu pentru a capta soarele.
De la intrarea principală, în partea de est, pelerinii înconjurau templul în sensul acelor de ceasornic, pe coridoarele teraselor până în vârf unde se află monumentul principal, stupa. Drumul parcurs de pelerini este de aproximativ 5 km până în vârf. Pereții coridoarelor sunt reliefuri, însumând 1460 de panouri cu sculpturi narative, acoperind 1900 de metri pătrați și 1212 panouri sculptate cu doctrine budiste și aspecte ale vieții de acum 1000 de ani în Java, acoperind 600 de m pătrați. Lungimea coridoarelor sculptate este de aproximativ 2500 de metri, însumând circa un milion de plăci sculptate. Unii budiști spun că acest monument este o „carte gigantică” ilustrând viața lui Budha Sakyamuni și principiile sale.

#### Nivelul Kamadhatu

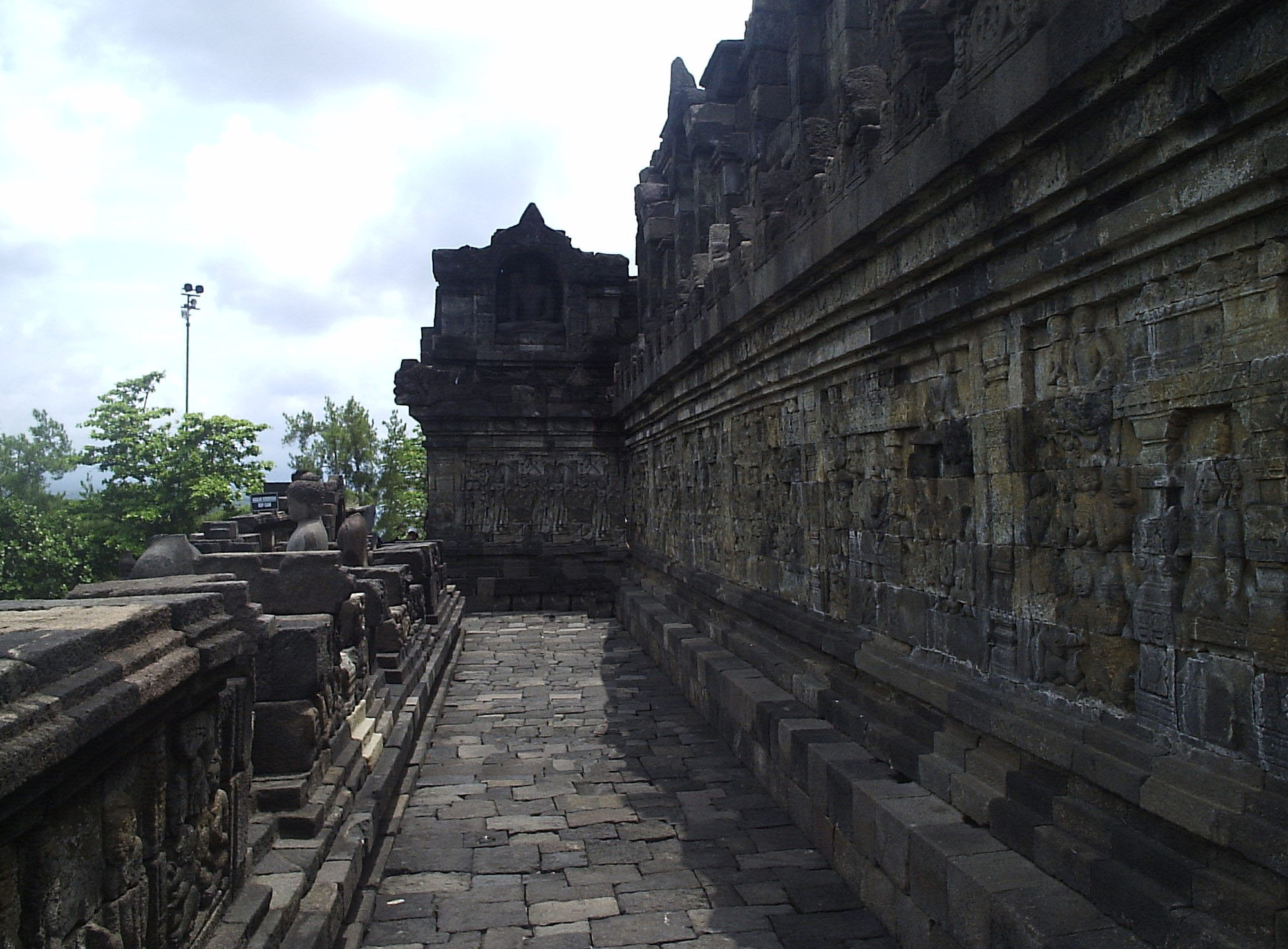
Reliefurile de pe coridoarele nivelului Kamadhatu

Monumentul a fost conceput ca o viziune budistă a cosmosului, în piatră, începând cu samsara — de pe pământ — și urcând spre nirvana — raiul budist. Structura templului se împarte în trei niveluri, fiecare reprezentând câte o diviziune a cosmologiei Buddhiste. Trei niveluri sunt Kamadhatu (o lume a dorințelor), Ruphadhatu (sfera tranzițională) și Arupadhatu (sfera perfecțiunii, spirituală, iluminării). La baza monumentului sunt o serie de reliefuri reprezentând o lume dominată de pasiune și dorințe (Kamadhatu-primul nivel), în care cei buni sunt recompensați cu reîncarnarea în forme de viață superioare iar cei răi sunt pedepsiți luând forme inferioare, demonice, după legile Karma. Primele 117 panouri descriu mai multe acțiuni care conduc la unul și același rezultat iar 43 de panouri demonstrează rezultatele acțiunilor care au un singur efect. Aceste reliefuri și scenele carnale sunt ascunse cu blocuri de piatră deoarece ulterior a fost consolidat monumentul cu o bază mai stabilă, dar unele se mai pot vedea în partea de sud a monumentului. Cel puțin 160 de panouri au fost sculptate în jurul acestui nivel, însumând circa 13 000 de metri cubi de rocă vulcanică.

#### Nivelul Rupadhatu
Reliefurile de la nivelul Rupadhatu arată povestiri din manuscrisele poemului epic Lalitawistara, Jataka-Avadana și Gandavyuha.120 de panouri, reliefuri din Lalitavistara, povestesc viața lui Budha Gautama Siddhartha. Încep cu nașterea lui Prințului Budha din raiul Tushita, care a fost izolat de lumea de afară află de misterul bolii, al morții și a vieții de ascet, a căutat libertatea în meditație. După o lungă și grea căutare, în final a atins cel mai înalt nivel de meditație, revelația lui Budha.
Povestirile din manuscrisele Jataka arata nașterile repetate ale lui Budha înainte de nașterea ca Prinț.
Reliefurile care povestesc Avadana nu îl arată pe Budha, ci pe alte personaje legendare. Primele 20 de panouri reliefează Sudhanakumaravana.

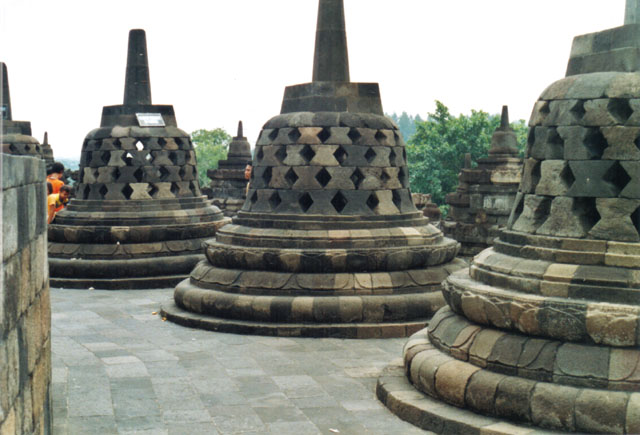
Stupe aflate pe coridoarele superioare, circulare, în fiecare stupa se află câte o statuie a lui Buda, izolat de lumea pământească.

#### Nivelul Arupadhatu
Pe ultimele trei trepte de pe partea superioară a templului, în formă circulară peste baza rectangulară se găsesc cele 72 de stupe spectaculare ca formă și mărime, arată ca niște clopote. Acestea sunt dispuse în trei cercuri concentrice (36 + 24 + 16), și acoperă fiecare câte o altă statuie a lui Dhyani Budha Vajrasattic. În centru se află stupa principală care alcătuiește vârful piramidei. Forma circulară  simbolizează eternitatea fără început și sfârșit, sfera perfecțiunii și iluminării, nirvana.

## Statuile lui Buda

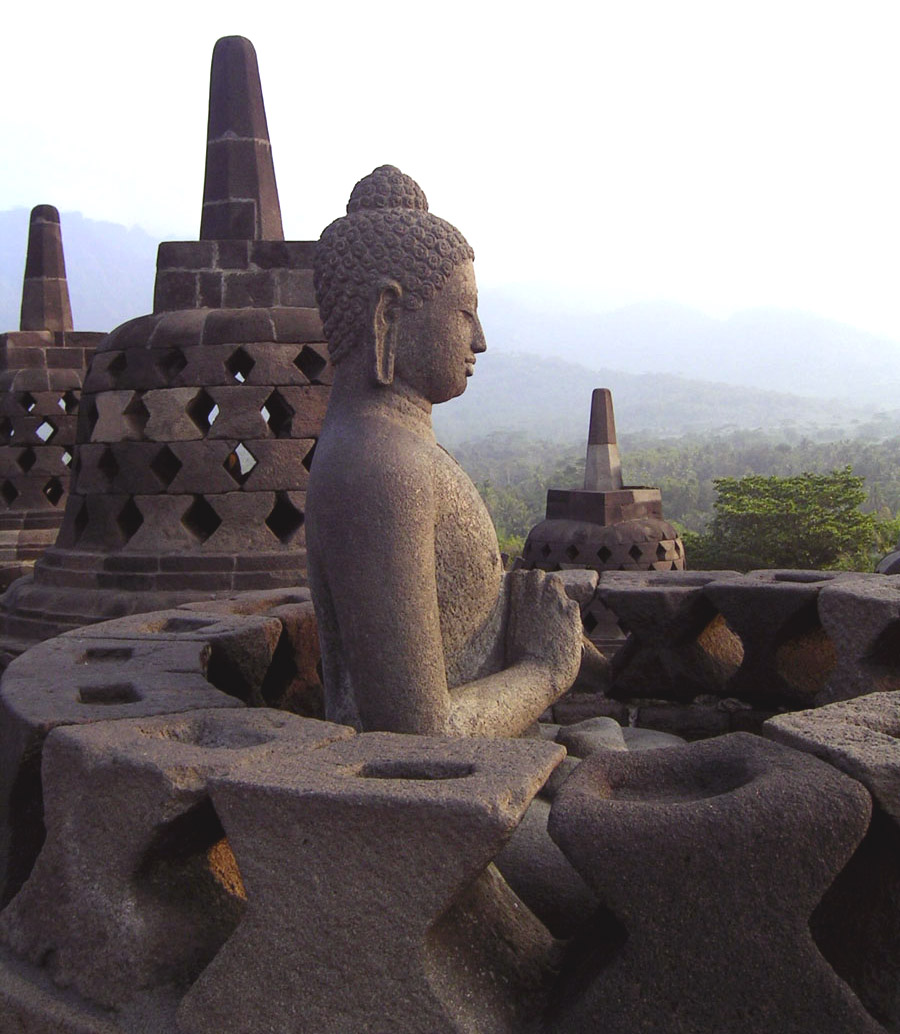
Statuia lui Buda aflată pe terasele circulare.Poziția sau „mudra” mâinilor au o importanță simbolică, aici simbolizând raționamentul

În templu se găsesc 504 statui ale lui Budha. Potrivit povestirilor din Jataka, Budha s-a născut de 504 ori, înainte de a se naște ca Prinț Siddhartha, sub diferite forme de zeu, rege, prinț, învățător, hoț, sclav, și de multe ori a luat forme de animale ca leu, căprioară, maimuță, cal, țestoasă etc. 432 de statui ale lui Buda se află de-a lungul coridoarelor și alte 72 pe coridoarele circulare, superioare, puțin vizibile, fiind acoperite de stupe.
Statuile sunt dispuse astfel:
| - 92 de statui îl reprezintă pe Manushi Budha și sunt așezate pe primul coridor; - 276 de statui îl reprezintă pe Dhajani Budha, așezate în câte o nișă, la fiecare colt al templului în direcția punctelor cardinale, la nivelul Kamadhatu; - 64 de statui ale lui Dhyani Budha Vairocana, la etajul 5 dispuse în nișe separate; - 72 îl reprezintă pe Dhyani Budha Vajrasattic, așezat în cele trei terase circulare, nivelul Arupadhatu, unde se află și stupele. |

Se spune că cei ce reușesc să îi atingă picioarele sau mâinile lui Buda din stupa, vor avea noroc.

## Comemorări importante
În fiecare an, la începutul lunii mai, se organizează ceremonia Waisak de comemorare a nașterii prințului Siharta;  atingerea nirvanei — revelația lui Budha și moartea  prințului Siharta, denumit și Budha Sakyamuni

## Internațional
În 1991 Templul Borobudur a intrat în Patrimoniul Mondial recunoscut de UNESCO după următoarele criterii:
- reprezintă o operă de artă genială creată de om,
- exprimă o importantă valoare interschimbabilă între valorile umanității în timp, în cultură, în impunerea arhitecturală, în arta monumentală și design la nivel mondial,
- este asociată unor evenimente și tradiții vii, credințelor și ideologiilor cu lucrări de artă de semnificație universală.